# Aimé Ange Wilfrid Bininga
Aimé Ange Wilfrid Bininga est un homme politique congolais. Il est Ministre de la justice depuis le 22 août 2017, et est député de la 1re circonscription d'Ewo (Cuvette-Ouest) depuis le 19 août 2017.
Il fut aussi député de la 2e circonscription d'Ewo de 2012 à 2017, ainsi que Ministre de la fonction publique de 2016 à 2017.

## Biographie
Aimé Ange Wilfrid Bininga détient un doctorat en droit. 
Il a travaillé en tant que cadre, notamment en sein de la Direction générale de la santé, ainsi qu'à la Direction générale du Trésor public, où il a exercé la fonction d'inspecteur principal. Il fut également conseiller ministériel à plusieurs reprises.
Lors des élections législatives de 2012, il est le candidat du Parti congolais du travail (PCT) dans la deuxième circonscription d'Ewo (Cuvette-Ouest), où il est élu député dès le premier tour avec 51,72 % des suffrages, et entre en fonction à l'Assemblée nationale le 5 septembre.
Le 30 avril 2016, il fait son entrée au gouvernement en étant nommé Ministre de la fonction publique et de la réforme de l'État au sein du gouvernement Mouamba I. 
Lors des élections législatives de 2017, il est élu dès le premier tour dans la première circonscription d'Ewo, laissant le siège de la deuxième circonscription à Alexandre Aloumba. Il entre en fonction le 19 août. Quelques jours plus tard, à l'occasion de la formation du gouvernement Mouamba II, il change de portefeuille et est nommé Ministre de la justice, des Droits humains et de la Promotion des peuples autochtones.